# Eurospin Torres 2006-2007
Questa voce raccoglie le informazioni riguardanti l'Eurospin Torres nelle competizioni ufficiali della stagione 2006-2007.

## Stagione

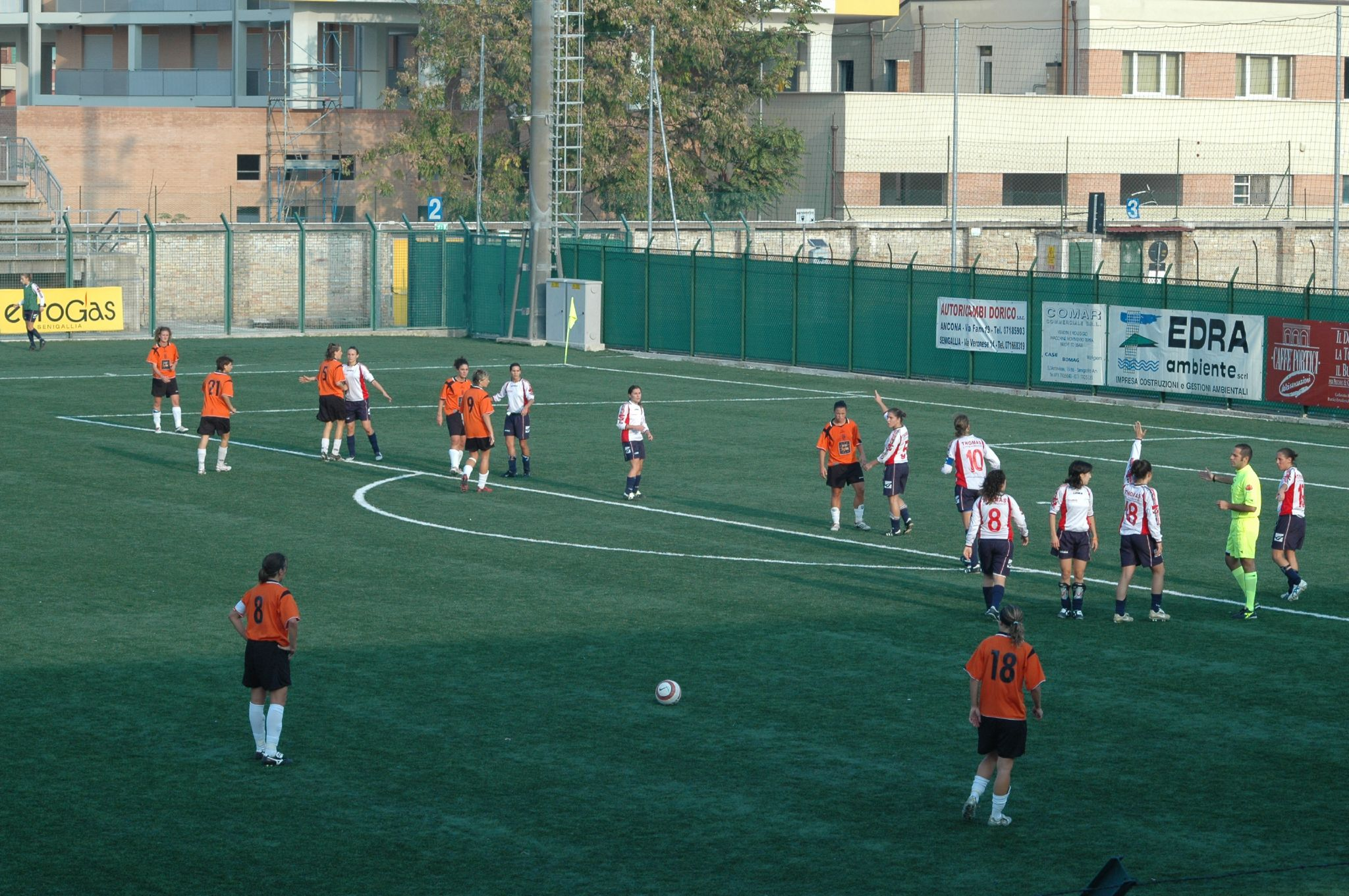
Senigallia, stadio Goffredo Bianchelli, 14 ottobre 2006: un'azione di gioco durante l'incontro vinto sulle avversarie del.

La stagione della squadra sassarese si apre con una novità relativa all'identità societaria, con l'iscrizione al campionato di Serie A 2006-2007 con la nuova denominazione SS Eurospin Torres al posto di Terra Sarda e l'integrazione dello sponsor principale Eurospin nella ragione sociale. Novità anche per quanto il settore tecnico, con la Torres affidata a Roberto Ennas che rileva Sandro Sanna subentrato a Michele Pintauro dal 18 febbraio 2006.

## Divise e sponsor
La tenuta della squadra ripropone lo schema già utilizzato precedentemente, la prima con maglia arancione con motivi grafici neri, abbinata a calzoncini neri e calzettoni neri o bianchi, la seconda completamente bianca tranne i motivi grafici presenti sulla maglia della prima tenuta ma in rosso, e la terza .... In evidenza sulla maglia la presenza dello simbolo societario e del logo dello sponsor principale, la catena di supermercati hard discount Eurospin. Il fornitore delle tenute era Sportika.
| 1ª divisa |  | 2ª divisa |  | 3ª divisa |

## Organigramma societario
Tratto dal sito Football.it.
Area amministrativa
- Presidente: Leonardo Marras
- Segretario Generale: Paolo Desortes

Area tecnica
- Allenatore: Roberto Ennas

## Rosa
Rosa e ruoli tratti dal sito Football.it.
| N. |                    | Ruolo | Calciatrice               |
| -- | ------------------ | ----- | ------------------------- |
|    | Italia (bandiera)  | P     | Torres De Muro            |
|    | Italia (bandiera)  | P     | Monica Di Bernardo        |
|    | Italia (bandiera)  | P     | Tatiana Winkler           |
|    | Italia (bandiera)  | D     | Martina Cortesi           |
|    | Italia (bandiera)  | D     | Iside Lay                 |
|    | Brasile (bandiera) | D     | Renata Capobianco Machado |
|    | Italia (bandiera)  | D     | Luisa Marchio             |
|    | Italia (bandiera)  | D     | Francesca Soro            |
|    | Italia (bandiera)  | D     | Elisabetta Tona           |
|    | Italia (bandiera)  | D     | Valentina Valenti         |
|    | Italia (bandiera)  | C     | Manuela Carboni           |

| N. |                   | Ruolo | Calciatrice            |
| -- | ----------------- | ----- | ---------------------- |
|    | Italia (bandiera) | C     | Manuela Coluccini      |
|    | Italia (bandiera) | C     | Diletta Crespi         |
|    | Italia (bandiera) | C     | Giulia Domenichetti    |
|    | Italia (bandiera) | C     | Tamara Pintus          |
|    | Italia (bandiera) | C     | Rossella Sardu         |
|    | Italia (bandiera) | A     | Alice Capitta          |
|    | Italia (bandiera) | A     | Pamela Conti           |
|    | Italia (bandiera) | A     | Sandy Iannella         |
|    | Italia (bandiera) | A     | Anna Mattu             |
|    | Italia (bandiera) | A     | Maria Adriana Puggioni |
|    | Italia (bandiera) | A     | Agnese Ricco           |

## Calciomercato

### Sessione estiva
| Acquisti | Acquisti           | Acquisti  | Acquisti   |
| R.       | Nome               | da        | Modalità   |
| -------- | ------------------ | --------- | ---------- |
| P        | Monica Di Bernardo | ACF Milan | definitivo |
| C        | Iside Lay          | Caprera   | definitivo |
| C        | Diletta Crespi     | Lazio CF  | definitivo |
| A        | Manuela Coluccini  | Lazio CF  | definitivo |
| A        | Sandy Iannella     | Livorno   | prestito   |

| Cessioni | Cessioni        | Cessioni          | Cessioni   |
| R.       | Nome            | a                 | Modalità   |
| -------- | --------------- | ----------------- | ---------- |
| P        | Elena Bassano   | ???               |            |
| P        | Elisa Forlucci  | ???               | ritirata?  |
| D        | Monica Placchi  |                   | ritirata   |
| D        | Samantha Ceroni | Fiammamonza       | definitivo |
| C        | Lavinia Masia   | Atletico Oristano | definitivo |
| A        | Rita Guarino    |                   | ritirata   |
| A        | Merete Pedersen | Odense            | definitivo |

### Sessione invernale
| Acquisti | Acquisti                  | Acquisti | Acquisti   |
| R.       | Nome                      | da       | Modalità   |
| -------- | ------------------------- | -------- | ---------- |
| D        | Renata Capobianco Machado | Saad     | definitivo |

|  |

## Risultati

### Serie A

#### Girone di andata
| Arbitro: | Casula (Ozieri) |

|                                                                                     |           |             |
| Tona 13’ Ricco 14’, 44’ Conti 20’, 32’ Iannella 43’ (rig.) Crespi 70’ Coluccini 75’ | Marcatori | 73’ Zanetti |

| Arbitro: | Henry Gullini (Milano) |

|              |           |                         |
| Rosciani 71’ | Marcatori | 34’ Conti 86’ Coluccini |

| Arbitro: | Francesco Amico (Tortolì) |

|                  |           |           |
| Domenichetti 45’ | Marcatori | 14’ Mauro |

| Arbitro: | Fabio Coppola (Pinerolo) |

|                                        |           |           |
| Pasqui 20’ Gangheri 25’ Zorri 30’, 65’ | Marcatori | 76’ Conti |

| Sassari 18 novembre 2006 5ª giornata | Eurospin Torres         | 0 – 0 referto | Atalanta | Stadio Vanni Sanna\| Arbitro: \| Matteo Nurchi (Alghero) \| |
| Arbitro:                             | Matteo Nurchi (Alghero) |               |          |                                                             |

| Arbitro: | Giovanni Lorenzo (Lodi) |

|                 |           |  |
| Panico 55’, 76’ | Marcatori |  |

| Arbitro: | Andrea Dessena (Ozieri) |

|                           |           |              |
| Tona 28’ Conti 35’ (rig.) | Marcatori | 59’ Sabatino |

| Arbitro: | Raffaele Rago (Collegno) |

|          |           |  |
| Cama 52’ | Marcatori |  |

| Arbitro: | Matteo Nurchi (Alghero) |

|                                |           |  |
| Marchesi 2’ (aut.) Valenti 73’ | Marcatori |  |

| Arbitro: | Maurizio Loni (Cagliari) |

|                           |           |                        |
| Conti 8’ Domenichetti 85’ | Marcatori | 47’ Donghi 93’ Gazzoli |

| Arbitro: | Antonio Quitadamo (Modena) |

|                |           |                     |
| Colzi 51’, 68’ | Marcatori | 28’ Ricco 76’ Conti |

#### Girone di ritorno
| Arbitro: | Michele Tussi (Cremona) |

|  |           |              |
|  | Marcatori | 86’ Iannella |

| Arbitro: | Mauro Gabbrielli (Oristano) |

|                                                  |           |                  |
| Iannella 20’ Conti 55’, 68’, 73’, 74’ Pintus 90’ | Marcatori | 75’ Vicchiarello |

| Arbitro: | Simone Zanon (Portogruaro) |

|                            |           |                                 |
| Brumana 50’ Mauro 71’, 90’ | Marcatori | 10’ Tona 21’ Iannella 35’ Sardu |

| Arbitro: | Mauro Gabbrielli (Oristano) |

|                                 |           |                                        |
| Tona 11’, 14’ Pintus 30’ (rig.) | Marcatori | 7’ Fuselli 50’ Pasqui 77’ (rig.) Zorri |

| Arbitro: | Marco Dal Borgo (Verona) |

|                           |           |                                        |
| Mangili 15’ Bonometti 20’ | Marcatori | 10’, 41’ (rig.), 72’ Conti 59’ Marchio |

| Arbitro: | Matteo Nurchi (Alghero) |

|                  |           |                                                   |
| Conti 89’ (rig.) | Marcatori | 13’ Boni 62’ Panico 67’ Gabbiadini 70’ Barbierato |

| Arbitro: | Paolo Cavallo (Empoli) |

|                              |           |  |
| Sabatino 3’ Marsico 35’, 80’ | Marcatori |  |

| Arbitro: | Matteo Nurchi (Alghero) |

|                                                              |           |           |
| Tona 11’ Domenichetti 41’ Machado 55’ Ricco 60’ Iannella 71’ | Marcatori | 45’ Turra |

| Arbitro: | Antonio Quitadamo (Modena) |

|                                    |           |                    |
| Di Costanzo 15’ (rig.) Carraro 46’ | Marcatori | 12’ Tona 61’ Ricco |

| Arbitro: | Andrea Riccardi (Novara) |

|                             |           |           |
| Ramera 24’ Murelli 53’, 80’ | Marcatori | 35’ Ricco |

| Arbitro: | Matteo Nurchi (Alghero) |

|                             |           |                      |
| Crespi 9’ Iannella 57’, 75’ | Marcatori | 12’ Patu 67’ Barreca |

### Coppa Italia

#### Primo turno
Primo turno Serie A e Serie A2, Girone 2
| Pabillonis 17 settembre 2006 1º turno                                              | Villacidro Villgomme | 0 – 5 referto | Eurospin Torres | Stadio comunale |
| \| \| \| \| \| Coluccini 9’ Conti 27’, 85’ Tona 43’ Marchio 53’ \| Marcatori \| \| |                      |               |                 |                 |
|                                                                                    |                      |               |                 |                 |
| Coluccini 9’ Conti 27’, 85’ Tona 43’ Marchio 53’                                   | Marcatori            |               |                 |                 |

| Olmedo 30 settembre 2006 2º turno                                                                                           | Eurospin Torres | 9 – 0 referto | Atletico Oristano | Stadio comunale (ca. 150 spett.) |
| \| \| \| \| \| Ricco 9’, 1t’ Conti 28’, 2t’ Domenichetti 1t’, 2t’ Tona 57’ Sardu 2t’ Iannella 2t’ (rig.) \| Marcatori \| \| |                 |               |                   |                                  |
| |                 |               |                   |                                  |
| Ricco 9’, 1t’ Conti 28’, 2t’ Domenichetti 1t’, 2t’ Tona 57’ Sardu 2t’ Iannella 2t’ (rig.)                                   | Marcatori       |               |                   |                                  |

| 29 ottobre 2006 3º turno | Olbia | 1 – 13 | Eurospin Torres |  |

| 4 novembre 2006 4º turno | Eurospin Torres | 6 – 0 | Villaputzu |  |

#### Secondo turno
Secondo turno Serie A e Serie A2
| Arbitro: | Francesco Amico (Muravera) |

| |           |  |
| Carboni 14’ Iannella 26’, 59’ Messina 65’ (aut.) Conti 70’, 75’, 77’ Domenichetti 86’ Mattu 89’ (rig.) | Marcatori |  |

| 28 febbraio 2007 Ritorno | Sant'Emidio | 2 – 4 | Eurospin Torres |  |

#### Quarti di finale
| Arbitro: | Devi (Bologna) |

|               |           |                                         |
| Capovilla 69’ | Marcatori | 22’ Domenichetti 54’ Iannella 89’ Ricco |

| Arbitro: | Mauro Gabbrielli (Oristano) |

|                                                    |           |            |
| Ricco 6’, 61’ Iannella 12’, 86’ Lay 33’ Crespi 84’ | Marcatori | 81’ Marcon |

#### Semifinali
| Sassari 16 maggio 2007 Andata                    | Eurospin Torres | 0 – 1          | Bardolino Verona | Stadio Vanni Sanna |
| \| \| \| \| \| \| Marcatori \| 24’ Gabbiadini \| |                 |                |                  |                    |
|                                                  |                 |                |                  |                    |
|                                                  | Marcatori       | 24’ Gabbiadini |                  |                    |

| Calmasino, Bardolino 23 maggio 2007 Ritorno                                                                               | Bardolino Verona | 8 – 2                 | Eurospin Torres | Stadio Comunale Belvedere |
| \| \| \| \| \| Gabbiadini 7’, 50’ Boni 20’, 39’, 64’ Riboldi 57’ Panico 62’, 72’ \| Marcatori \| 22’ Tona 27’ Iannella \| |                  |                       |                 |                           |
| |                  |                       |                 |                           |
| Gabbiadini 7’, 50’ Boni 20’, 39’, 64’ Riboldi 57’ Panico 62’, 72’                                                         | Marcatori        | 22’ Tona 27’ Iannella |                 |                           |

## Statistiche

### Statistiche di squadra
| Competizione | Punti | In casa | In casa | In casa | In casa | In casa | In casa | In trasferta | In trasferta | In trasferta | In trasferta | In trasferta | In trasferta | Totale | Totale | Totale | Totale | Totale | Totale | DR  |
| Competizione | Punti | G       | V       | N       | P       | Gf      | Gs      | G            | V            | N            | P            | Gf           | Gs           | G      | V      | N      | P      | Gf     | Gs     | DR  |
| ------------ | ----- | ------- | ------- | ------- | ------- | ------- | ------- | ------------ | ------------ | ------------ | ------------ | ------------ | ------------ | ------ | ------ | ------ | ------ | ------ | ------ | --- |
| Serie A      | 34    | 11      | 6       | 4       | 1       | 33      | 16      | 11           | 3            | 3            | 5            | 16           | 23           | 22     | 9      | 7      | 6      | 49     | 39     | +10 |
| Coppa Italia | -     | 5       | 4       | 0       | 1       | 30      | 2       | 5            | 4            | 0            | 1            | 27           | 12           | 10     | 8      | 0      | 2      | 57     | 14     | +43 |
| Totale       | -     | 16      | 10      | 4       | 2       | 66      | 18      | 16           | 7            | 3            | 6            | 43           | 35           | 32     | 17     | 7      | 8      | 106    | 53     | +53 |

### Statistiche delle giocatrici
| Giocatore       | Serie A  | Serie A | Serie A     | Serie A    | Coppa Italia | Coppa Italia | Coppa Italia | Coppa Italia | Totale   | Totale | Totale      | Totale     |
| Giocatore       | Presenze | Reti    | Ammonizioni | Espulsioni | Presenze     | Reti         | Ammonizioni  | Espulsioni   | Presenze | Reti   | Ammonizioni | Espulsioni |
| --------------- | -------- | ------- | ----------- | ---------- | ------------ | ------------ | ------------ | ------------ | -------- | ------ | ----------- | ---------- |
| A. Capitta      | 1        | 0       | 0           | 0          | ?            | ?            | ?            | ?            | 1+       | 0+     | 0+          | 0+         |
| M. Carboni      | 5        | 0       | 0           | 0          | ?            | ?            | ?            | ?            | 5+       | 0+     | 0+          | 0+         |
| M. Coluccini    | 20       | 2       | 1           | 0          | ?            | ?            | ?            | ?            | 20+      | 2+     | 1+          | 0+         |
| P. Conti        | 17       | 17      | 3           | 0          | ?            | ?            | ?            | ?            | 17+      | 17+    | 3+          | 0+         |
| M. Cortesi      | 18       | 0       | 1           | 1          | ?            | ?            | ?            | ?            | 18+      | 0+     | 1+          | 1+         |
| D. Crespi       | 18       | 2       | 0           | 1          | ?            | ?            | ?            | ?            | 18+      | 2+     | 0+          | 1+         |
| T. De Muro      | 1        | 0       | 0           | 0          | ?            | ?            | ?            | ?            | 1+       | 0+     | 0+          | 0+         |
| M. Di Bernardo  | 9        | 0       | 0           | 0          | ?            | ?            | ?            | ?            | 9+       | 0+     | 0+          | 0+         |
| G. Domenichetti | 21       | 3       | 3           | 1          | ?            | ?            | ?            | ?            | 21+      | 3+     | 3+          | 1+         |
| S. Iannella     | 19       | 7       | 1           | 0          | ?            | ?            | ?            | ?            | 19+      | 7+     | 1+          | 0+         |
| I. Lay          | 17       | 0       | 1           | 0          | ?            | ?            | ?            | ?            | 17+      | 0+     | 1+          | 0+         |
| R. Machado      | 5        | 1       | 0           | 1          | ?            | ?            | ?            | ?            | 5+       | 1+     | 0+          | 1+         |
| L. Marchio      | 19       | 1       | 2           | 1          | ?            | ?            | ?            | ?            | 19+      | 1+     | 2+          | 1+         |
| A. Mattu        | 6        | 0       | 0           | 0          | ?            | ?            | ?            | ?            | 6+       | 0+     | 0+          | 0+         |
| T. Pintus       | 16       | 2       | 5           | 0          | ?            | ?            | ?            | ?            | 16+      | 2+     | 5+          | 0+         |
| M. A. Puggioni  | 1        | 0       | 0           | 0          | ?            | ?            | ?            | ?            | 1+       | 0+     | 0+          | 0+         |
| A. Ricco        | 18       | 6       | 2           | 0          | ?            | ?            | ?            | ?            | 18+      | 6+     | 2+          | 0+         |
| R. Sardu        | 20       | 1       | 2           | 0          | ?            | ?            | ?            | ?            | 20+      | 1+     | 2+          | 0+         |
| F. Soro         | 11       | 0       | 0           | 0          | ?            | ?            | ?            | ?            | 11+      | 0+     | 0+          | 0+         |
| E. Tona         | 22       | 7       | 0           | 0          | ?            | ?            | ?            | ?            | 22+      | 7+     | 0+          | 0+         |
| V. Valenti      | 20       | 1       | 4           | 0          | ?            | ?            | ?            | ?            | 20+      | 1+     | 4+          | 0+         |
| T. Winkler      | 11       | 0       | 0           | 0          | ?            | ?            | ?            | ?            | 11+      | 0+     | 0+          | 0+         |